# 八鹿氷ノ山インターチェンジ
八鹿氷ノ山インターチェンジ（ようかひょうのせんインターチェンジ）は、兵庫県養父市の北近畿豊岡自動車道にあるインターチェンジである。
養父市八鹿町・香美町村岡区のほか、当ICの名称でもある「氷ノ山（ひょうのせん）」へは、当ICが最寄のインターチェンジである。
当初は、2011年度の開通を目指していたが、養父IC-当IC間の八鹿トンネルが、予想していたよりも地山が軟弱で崩落し、対策に8か月程を要したことから、2011年度の開通は延期となり、2012年11月24日の開通となった。

## 道路
- E72 北近畿豊岡自動車道

## 接続する道路
- 国道9号

## 歴史
- 2011年3月16日 : IC名称を八鹿IC（仮称）から八鹿氷ノ山ICで正式決定
- 2012年11月24日 : 和田山IC/JCT - 八鹿氷ノ山IC間開通に伴い供用開始
- 2017年3月25日 : 八鹿氷ノ山IC - 日高神鍋高原IC間開通[1]

## 周辺
- 養父市役所
- 道の駅ようか但馬蔵
- とがやま温泉 天女の湯
- つるぎが丘公園
  - 八鹿総合体育館
- 兵庫県立八鹿高等学校
- 兵庫県立但馬農業高等学校
- 氷ノ山

## 隣
E72 北近畿豊岡自動車道
養父IC - 八鹿氷ノ山IC - 日高神鍋高原IC